# Merodontina nigripes
Merodontina nigripes là một loài ruồi trong họ Asilidae. Merodontina nigripes được Shi miêu tả năm 1991. Loài này phân bố ở vùng Cổ Bắc giới và châu Á.